# كارول براون
كارول براون (بالإنجليزية: Carol Brown)‏ هي مجدفة أمريكية، ولدت في 19 أبريل 1953 في أوك بارك في الولايات المتحدة.

## وصلات خارجية
- كارول براون على موقع الاتحاد الدولي للتجديف (الإنجليزية)
- كارول براون على موقع اللجنة الأولمبية الدولية (الإنجليزية)
- كارول براون على موقع أوليمبيديا (الإنجليزية)